# Liste der Naturdenkmale in Oberweiler-Tiefenbach
Die Liste der Naturdenkmale in Oberweiler-Tiefenbach nennt die im Gemeindegebiet von Oberweiler-Tiefenbach ausgewiesenen Naturdenkmale (Stand 27. April 2024).

## Naturdenkmale
| Nr.         | Bezeichnung | Lage                                       | Beschreibung        | Bild            |
| ----------- | ----------- | ------------------------------------------ | ------------------- | --------------- |
| ND-7336-389 | Lindenallee | Tiefenbach, Kirchenstraße, bei Nr. 10 Lage | Tilia sp., 14 Bäume | Fotos hochladen |